# Mikhaïl Bogouslavski
Mikhaïl Solomonovitch Bogouslavski (Russe : Михаил Соломонович Богуславский), né le 1er mai 1886 et mort le 1er février 1937, est un révolutionnaire bolchévique, membre de l'opposition de gauche, partisan de Trotski, accusé lors des Procès de Moscou et victime des Grandes Purges.

## Biographie
Mikhaïl Bogouslavski naît au sein d'une famille de tailleurs pauvre, dans la province de Poltava en Ukraine. Il quitte l'école à 12 ans et devient ouvrier dans une imprimerie à Kiev, puis à Kharkiv. Il est arrêté pour la première fois en 1904 à Kharkiv, après avoir tenté de créer un syndicat d'ouvriers d'imprimerie. Il rejoint en 1905 le Parti socialiste juif, et est ensuite régulièrement arrêté par les autorités de l'Empire russe, violemment antisémites et anticommunistes. Il dirige alors les activités du parti à Kharkov, Mykolaïv et Krementchouk. Il rejoint le POSDR (B) en mars 1917, après la Révolution de Février et est l'un des principaux propagandistes communistes en Ukraine. Il devient pendant la guerre civile secrétaire du comité central des Soviets ukrainiens, membre du Commissariat du peuple aux Finances, et chef de détachements de gardes rouges. En 1920-1921 il est président du syndicat des imprimeurs. Il est à partir de 1922 membre du Soviet de Moscou. En 1924, après la mort de Vladimir Lénine, il est nommé membre du Conseil des Commissaires du Peuple de Russie. 

En octobre 1923, Bogouslavski est un des signataires de la déclaration des 46 et devient à partir de là un soutien de l'Opposition de gauche et de Léon Trotski, face au régime de Joseph Staline. Il est expulsé du parti lors du XVe congrès du parti communiste de l'Union soviétique, qui a lieu en décembre 1927, et est ensuite déporté à Novossibirsk, où il est nommé à la Commission sibérienne de planification. En novembre 1929, il signe une lettre collective d'anciens membres de l'opposition qui déclarent renier celle-ci dans l'espoir d'être réintégrés au sein du parti. Bogoulavski l'est en 1930. En 1932, il est nommé à la tête d'une usine d'équipement minier à Novossibirsk.
Il est arrêté le 5 août 1936, juste avant le début des Procès de Moscou, et avoue être un saboteur et un terroriste après neuf jours de tortures. En janvier 1937, il est accusé lors du second procès de Moscou (aux côtés de nombreux autres anciens membres de l'Opposition de gauche, comme Karl Radek, Gueorgui Piatakov, Yakov Drobnis et 13 autres) et est condamné à mort le 30 janvier. Il est exécuté deux jours plus tard.
En septembre 1987, le procès est dénoncé comme ayant été une entière fabrication, et Mikhaïl Bogouslavski est réhabilité par le pouvoir soviétique.

## Famille
La famille de Bogouslavski fut décimée par le régime stalinien. Ainsi, ses deux frère Reuben et Lev furent fusillés, en 1937 et en 1938 respectivement. Sa seconde épouse, Tatyana Hanina, fut condamnée à huit ans de travaux forcés en 1938. Sa fille Rebekka fut arrêtée en décembre 1937 et elle aussi condamnée à huit ans de travaux forcés.